# Maldita.es
Maldita.es, oficialmente Fundación Maldita.es contra la desinformación, es una organización sin ánimo de lucro española dedicada al fact‑checking, la educación mediática, la investigación y la innovación tecnológica, con el objetivo de combatir la desinformación y dotar a la ciudadanía de herramientas para acceder a información verificada. 
Nació como proyecto en redes sociales en 2014 y luego se transformó en un medio de comunicación dedicado a verificar hechos. Cuenta con diferentes ramas dedicadas a la monitorización del discurso político y toda aquella información que circula por internet. Se constituyó como fundación en noviembre de 2020, tras una campaña de crowdfunding que recaudó más de 30 000 € apoyada por más de 1 600 personas. Sus fundadores y codirectores son Clara Jiménez Cruz y Julio Montes.

## Objetivos y estructura
La fundación se dedica al fact-checking, la educación mediática, la tecnología y la investigación, con el propósito de combatir la desinformación y promover una información basada en hechos. Tiene como objetivo verificar informaciones que circulan en Internet, sobre todo en redes sociales como Facebook o Twitter, plataformas como YouTube y memes y cadenas de mensajes en WhatsApp. También busca dotar a la ciudadanía de las herramientas necesarias para tener una información veraz y contrastada sobre los sucesos cotidianos.
Está estructurada por secciones dedicadas al análisis de un tipo específico de desinformación: Maldita hemeroteca (centrada en detectar contracciones o mentiras en la comunicación política e institucional), Maldito Bulo  (herramienta contra los bulos, es decir la información falsa que corre por internet no solo en ámbitos políticos, sino también sociales), Maldita Ciencia (dedicada a la verificación de información o divulgación científica), y Maldito Dato (abocado a la verificación de informes mediante la demanda de transparencia a las instituciones). A su vez, cuenta con un departamento de educación, llamada Maldita Educa, para formar tanto a profesionales como a estudiantes en temas de fact checking y desinformación.
Cuenta con un equipo de más de 50 profesionales, entre periodistas, desarrolladores y formadores. Además, mantiene una presencia activa en redes internacionales siendo signataria verificada del International Fact-Checking Network (IFCN) desde 2018, cumpliendo con estándares de transparencia, independencia y metodología en fact‑checking. Es miembro verificado de la red European Fact‑checking Standards Network (EFCSN) desde junio de 2023 y forma parte de LatamChequea.

### Financiación
No cuenta con publicidad y se financia por donaciones, becas, premios y colaboraciones con otros medios de comunicación.

## Premios y reconocimientos
- 2015 – Maldita hemeroteca fue galardonada con el Premio José Manuel Porquet de Periodismo.[12]
- 2016 y 2017 – Finalista del European Press Prize.[13][14]
- 2017 – Maldita.es ingresa como signatario del International Fact Checking Network.
- 2018 – Forma parte del Grupo de Expertos de Alto Nivel sobre Noticias Falsas y Desinformación designado por la Comisión Europea.[15][16]
- 2020 – Premio “Mejor trabajo periodístico de ámbito sanitario” desarrollado por periodistas u otros profesionales de la información del Foro Premios Afectivo Efectivo 2020.[17][18]
- 2021 – European Press Prize 2021: Premio Europeo de Periodismo por su chatbot de WhatsApp.[19]